# James Ryder Randall

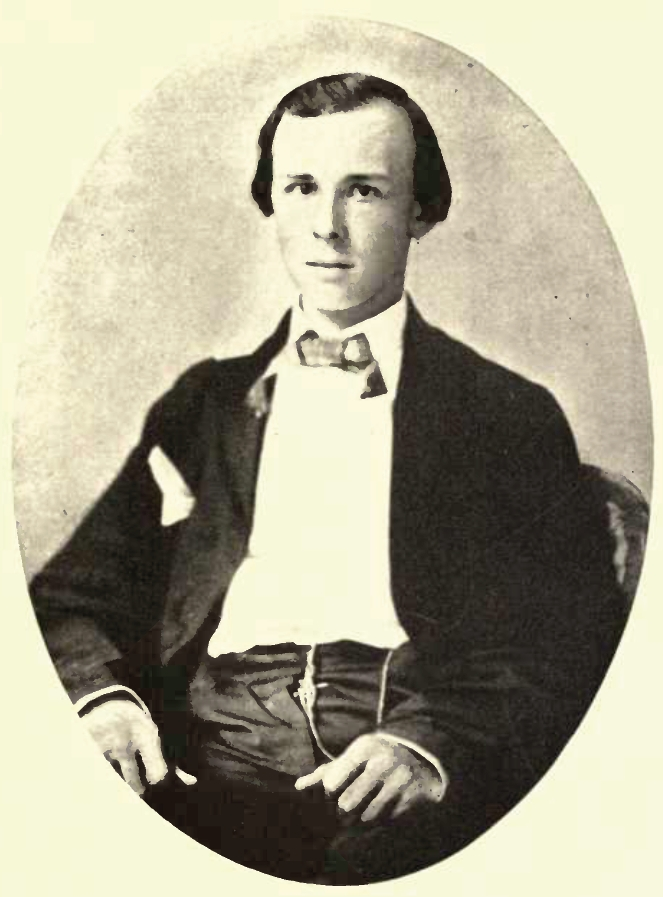
Randall a la edad de 22 años.

James Ryder Randall (1 de enero de 1839 - 15 de enero de 1908) fue un periodista y poeta estadounidense. Es recordado especialmente como el autor de "Maryland, My Maryland".

## Biografía
Randall nació el 1 de enero de 1839 en Baltimore, Maryland. Recibió su nombre en honor al padre James A. Ryder S.J., el 20º Presidente de la Universidad de Georgetown.
Es recordado principalmente por escribir el poema "Maryland, My Maryland," razón por la que también se le llama el "Poeta Laureado por la Causa Perdida". Se convirtió en un himno de guerra de la Confederación, después de que la letra del poema se ajustara a la melodía "Lauriger Horatius" (la melodía de O Tannenbaum) durante la Guerra Civil por Jennie Cary, un miembro de una familia prominente de Maryland y Virginia. Posteriormente se convertiría en la canción del estado de Maryland.
Randall escribió el poema después de conocer que su amigo Francis X. Ward, de Randallstown, Maryland, fuera muerto por el 6º Regimiento de la Milicia de Voluntarios de Massachusetts en los disturbios de Baltimore de 19 de abril de 1861. La obra fue primero publicada una semana después el 26 de abril en el periódico de Nueva Orleans The Sunday Delta.
Después de abandonar sus estudios en la Universidad Georgetown, viajó a Suramérica y las Indias Occidentales. A su retorno a Estados Unidos enseñó literatura inglesa en el Colegio de Poydras en la Parroquia de Pointe Coupee, Luisiana. Fue durante este tiempo que escribió "Maryland, My Maryland". La tuberculosis le impidió alistarse en el Ejército Confederado. Sin embargo, pudo servir en la Marina Confederada en Wilmington, Carolina del Norte. A pesar de ser marilandés de nacimiento, escribió el poema "Maryland, My Maryland" mientras vivía en Augusta, Georgia. Se consideraba un georgiano de adopción. Después de la Guerra Civil, Randall se convirtió en editor de periódico y corresponsal en Washington D. C. para The Augusta Chronicle. Continuó escribiendo poemas, aunque ninguno alcanzó la popularidad de "Maryland, My Maryland". Sus últimos poemas eran de naturaleza profundamente religiosa.
Murió el 15 de enero de 1908 en Augusta, Georgia, y está enterrado ahí en el Cementerio de Magnolia. Augusta lo honra con un Monumento a los Poetas de Georgia junto con Fr. Abram Ryan, Sidney Lanier, y Paul Hamilton Hayne; todos ellos vieron servicio con la Confederación. La Escuela Elemental James Ryder Randall en Clinton, Maryland, lleva su nombre. Edward Bailey Eaton se refirió a él como el "Poeta de la Confederación".